# Medina spinulifera
Medina spinulifera är en tvåvingeart som beskrevs av Louis-Paul Mesnil 1968. Medina spinulifera ingår i släktet Medina och familjen parasitflugor.
Artens utbredningsområde är Tanzania. Inga underarter finns listade i Catalogue of Life.